# Vlinder (bouwkunde)

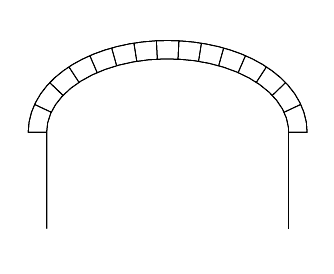
Ellipsboog

Een vlinder is in de bouwkunde een hulpmiddel bij het uitzetten en metselen van een ellipsboog. Het bestaat uit een op de formeel aangebrachte houten plank die aan een zijde een gebogen vorm heeft. De plank is zodanig verder vormgegeven en aangebracht dat, met behulp van een draad die vanuit het zogeheten porringpunt over de gebogen zijde van de vlinder loopt, er haakse voegen kunnen worden uitgezet vanaf de bovenzijde van de formeel, oftewel de onderzijde van de te metselen ellipsboog.